# Edna Macedo
Edna Bezerra Sampaio Fernandes (Rio das Flores, 1º de abril de 1948), mais conhecida como Edna Macedo, é uma radialista, apresentadora de televisão e política brasileira, filiada ao partido Republicanos.
Atualmente exerce o cargo de deputada estadual pelo estado de São Paulo.

## Biografia
Macedo é irmã do líder religioso Edir Macedo e tia de Marcelo Crivela. Estudou Direito, embora não concluiu o curso, na Universidade Paulista (UNIP). Trabalhou de recepcionista a chefe de gabinete na Câmara Municipal de São Paulo. Foi apresentadora e editora do programa Aqui entre nós, primeiramente em 1995 na Rádio São Paulo e depois em 2001 na Rede Mulher.
Entre 1995 e 2003, foi deputada estadual pelo estado de São Paulo, inicialmente pelo PPB e depois pelo PTB.
Em 2002, elegeu-se deputada federal pelo PTB. Integrou as comissões de Ciência e Tecnologia, Comunicação e Informática, de Constituição e Justiça e de Cidadania, de Constituição e Justiça e de Redação. Ainda neste período, foi uma das acusadas de receber propina no âmbito do Escândalo dos Sanguessugas.
Teve a candidatura indeferida ao disputar uma cadeira de deputada estadual em 2006 , mas voltou a disputar uma eleição em 2008 pelo PSL, quando obteve a suplência de vereadora em Guarulhos. Disputou também o cargo de deputada estadual por São Paulo em 2010, também pelo PSL, e em 2016, no PDT, a vice-prefeita da cidade de Simão Pereira, Minas Gerais, não se elegendo em ambas as ocasiões.
Após ficar anos afastada da política, foi eleita deputada estadual de São Paulo pelo PRB nas eleições de 2018, obtendo 84.144 votos, voltando a Assembleia Legislativa de São Paulo após 16 anos.